# Virginia Slims of Philadelphia 1976
Virginia Slims of Philadelphia 1976 — жіночий тенісний турнір, що проходив на закритих кортах з килимовим покриттям Палестра у Філадельфії (США) в рамках Світової чемпіонської серії Вірджинії Слімс 1976. Турнір відбувся вп'яте і тривав з 28 березня до 3 квітня 1976 року. Друга сіяна Івонн Гулагонг Коулі здобула титул в одиночному розряді й отримала за це 15 тис. доларів США.

## Фінальна частина

### Одиночний розряд
Івонн Гулагонг Коулі —  Кріс Еверт 6–3, 7–6(5–3)

### Парний розряд
Біллі Джин Кінг /  Бетті Стов —  Розмарі Казалс /  Франсуаза Дюрр 7–6(5–4), 6–4

## Розподіл призових грошей
| Дисципліна       | П       | F      | 3-тє   | 4-те   | ЧФ     | 1/8    | 1/16 | Стадія кваліфікації |
| Одиночний розряд | $15,000 | $8,000 | $4,650 | $3,900 | $1,900 | $1,100 | $550 | $375                |